# مارشا جاي إيفانز
مارشا جاي إيفانز (بالإنجليزية: Marsha J. Evans)‏ هي ضابطة أمريكية، ولدت في 1947.

## وصلات خارجية
- مارشا جاي إيفانز على موقع إن إن دي بي (الإنجليزية)